# 伊泽达
伊泽达是葡萄牙布拉干萨区的一个堂区。总面积33.77平方公里，总人口915人，人口密度27.1人/平方公里。